# 朱均鐓
崇陽端懿王朱均鐓（1443年—1506年），明朝楚藩第三代崇陽王，崇陽莊僖王朱季堞的庶長子。

## 生平
正统八年（1443年）出生。景泰四年（1453年），獲賜名均鐓。朱均鐓初封鎮國將軍。景泰六年（1455年），襲封崇陽王。
正德元年（1506年），朱均鐓去世，享年六十四歲，諡號端懿。第二子朱榮𤄷早卒，朱榮𤄷之子朱顯休在十六年後襲爵。

## 家庭

### 妻
- 李氏，景泰五年（1454年）冊為鎮國將軍夫人[4]，天順三年（1459年）冊為崇陽王妃[5]

### 子
- 嫡長子：朱榮沚[6][7]
- 第二子：鎮國將軍→崇陽長子→崇陽端懿王（追封）朱榮𤄷[8]
- 第三子：鎮國將軍朱榮濄[9]
- 第四子：鎮國將軍朱榮泰[10]